# Andreas Görlitz
Pour les articles homonymes, voir Görlitz (homonymie).
Andreas Görlitz est un ancien joueur de football international allemand né le 30 janvier 1982 à Weilheim in Oberbayern en Bavière. Il évoluait au poste de latéral droit.

## Biographie
Ce défenseur latéral droit est formé au TSV 1860 Munich mais il n'y est titulaire que lors de sa dernière saison (32 matchs et 1 but).
Il s'engage alors, dans le voisin munichois plus réputé : le Bayern Munich au début de la saison 2004-2005. Barré par Willy Sagnol, Görlitz est le plus souvent remplaçant au Bayern, mais il réussit tout de même à montrer ses qualités lors de certains matchs notamment lorsque Sagnol est blessé. Grâce à ses performances en club, il parvient à intégrer l'équipe nationale.
Il est sévèrement blessé lors du match aller de ligue des champions 2004-2005 de phase de poules contre la Juventus. Il ne refoule les terrains que fin 2006, deux ans après avoir été blessé.
Après un prêt de deux saisons au Karlsruhe SC, Görlitz revient au Bayern Munich, mais, il est barré par l'inamovible Philipp Lahm sur le côté droit ainsi que par Christian Lell.
Face à ce temps de jeu famélique, il décide alors de signer en août 2010 au FC Ingolstadt 04, un club de deuxième division allemande.
Le 4 mars 2014, Görlitz s'engage avec les Earthquakes de San José.

## Palmarès
Bayern Munich
- Champion d'Allemagne en 2005
- Vainqueur de la Coupe d'Allemagne en 2005
- Vainqueur de la Coupe de la Ligue d'Allemagne en 2004